# St. Jakob in Grissian

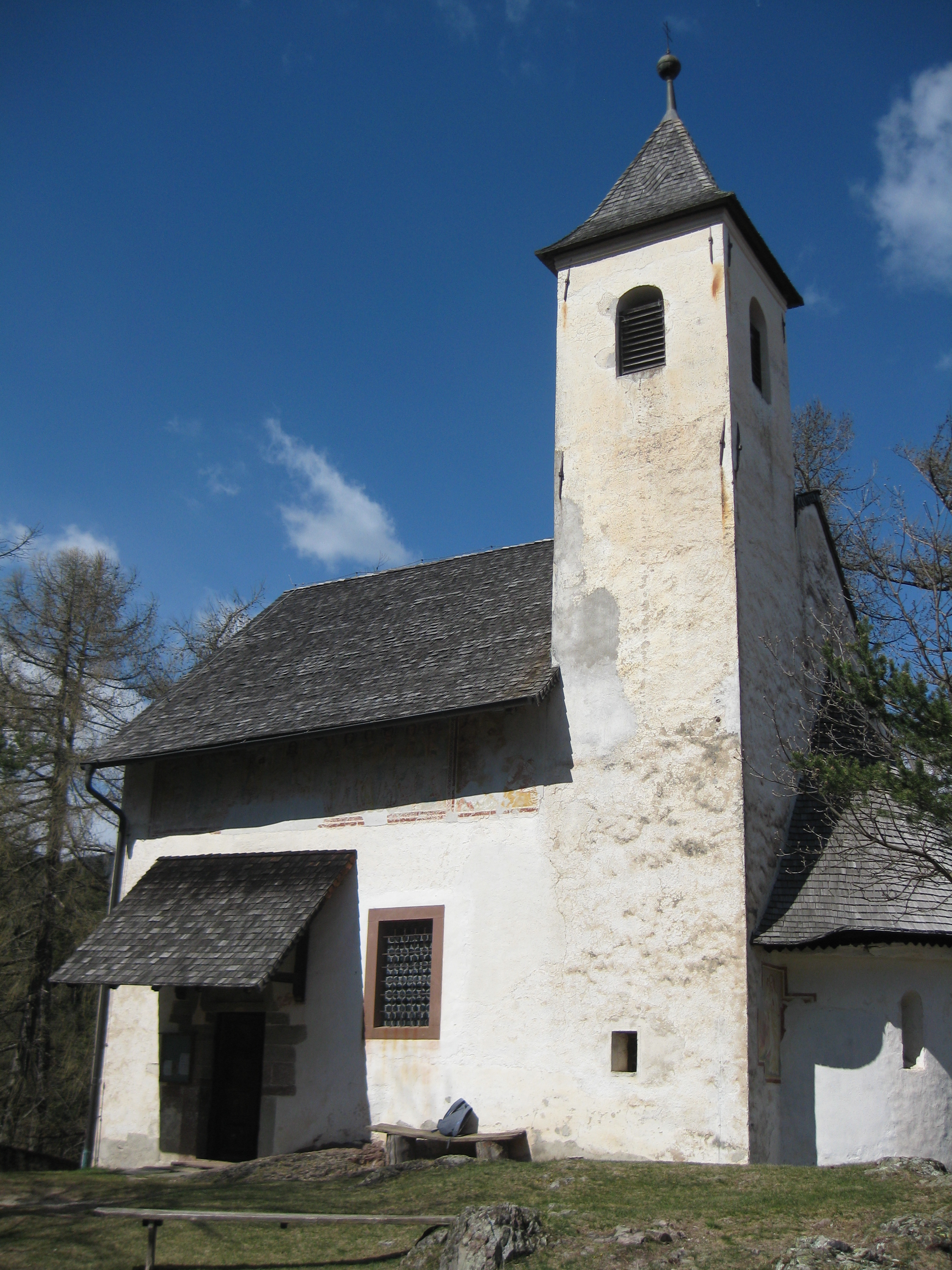
St. Jakob in Grissian

St. Jakob ist eine kleine Kirche in Grissian, einer Fraktion der Gemeinde Tisens in Südtirol. Im Inneren haben sich romanische Fresken aus der Zeit um 1200 erhalten, die zu bedeutendsten romanischen Fresken in Südtirol zählen. Sie ist die älteste nachweisbare Kirche auf dem Tisner Mittelgebirge.

## Lage
Die geostete Kirche erhebt sich auf einem steil abfallenden Hügel, der den höchsten Punkt des Weilers Grissian markiert. An dem Platz führt ein alter Höhenweg vorbei. Zu einer Zeit, als der Talkessel noch sumpfig war, war er eine Hauptverkehrsader, der Meran mit Bozen verband. Ein Zweig führte zudem von hier über den Gampenpass auf den Nonsberg. Seit dem Mittelalter diente er als Pilgerweg nach Santiago de Compostela.

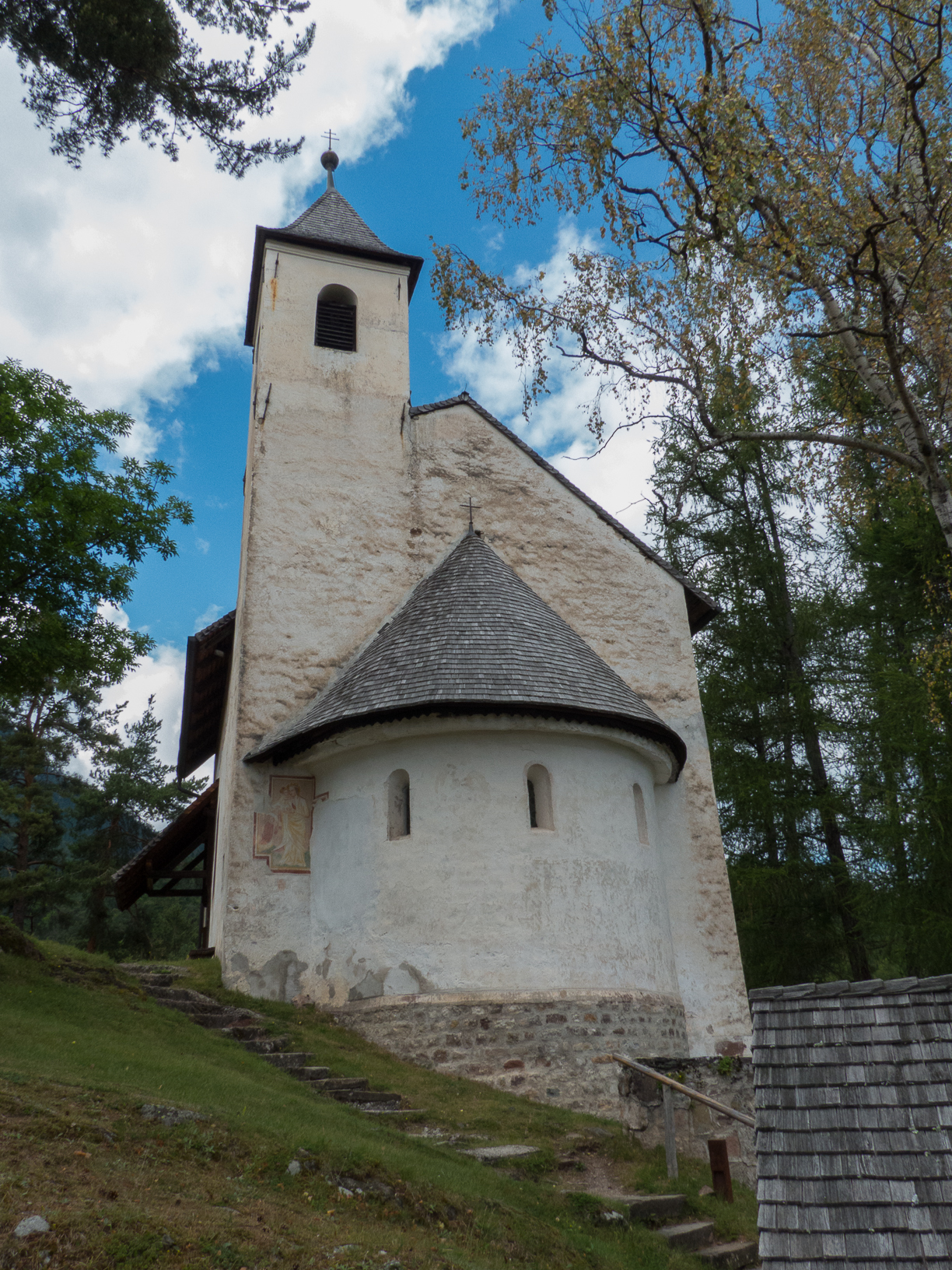
Apsis
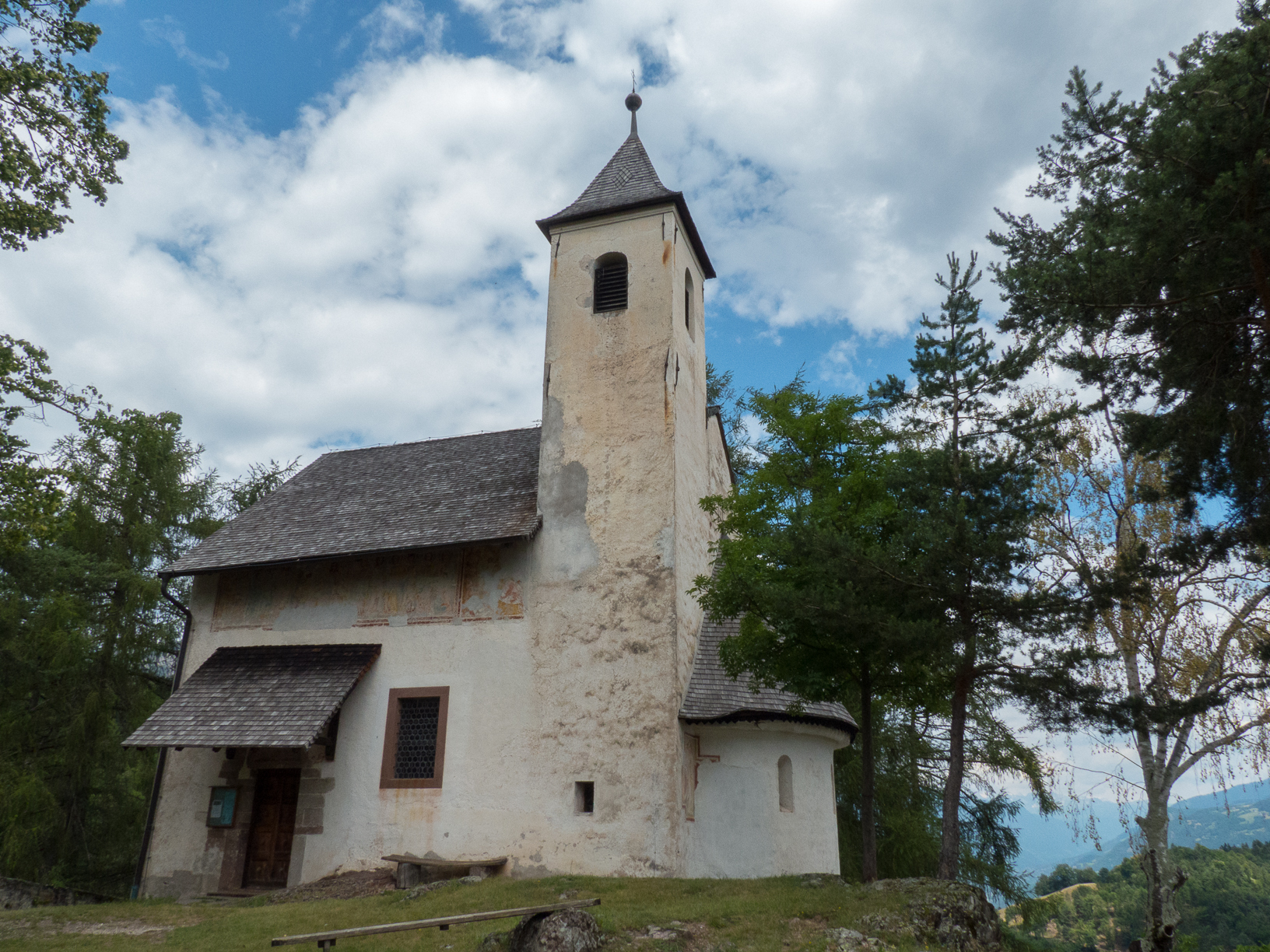
Südseite mit Eingangsportal und Freskenzyklus
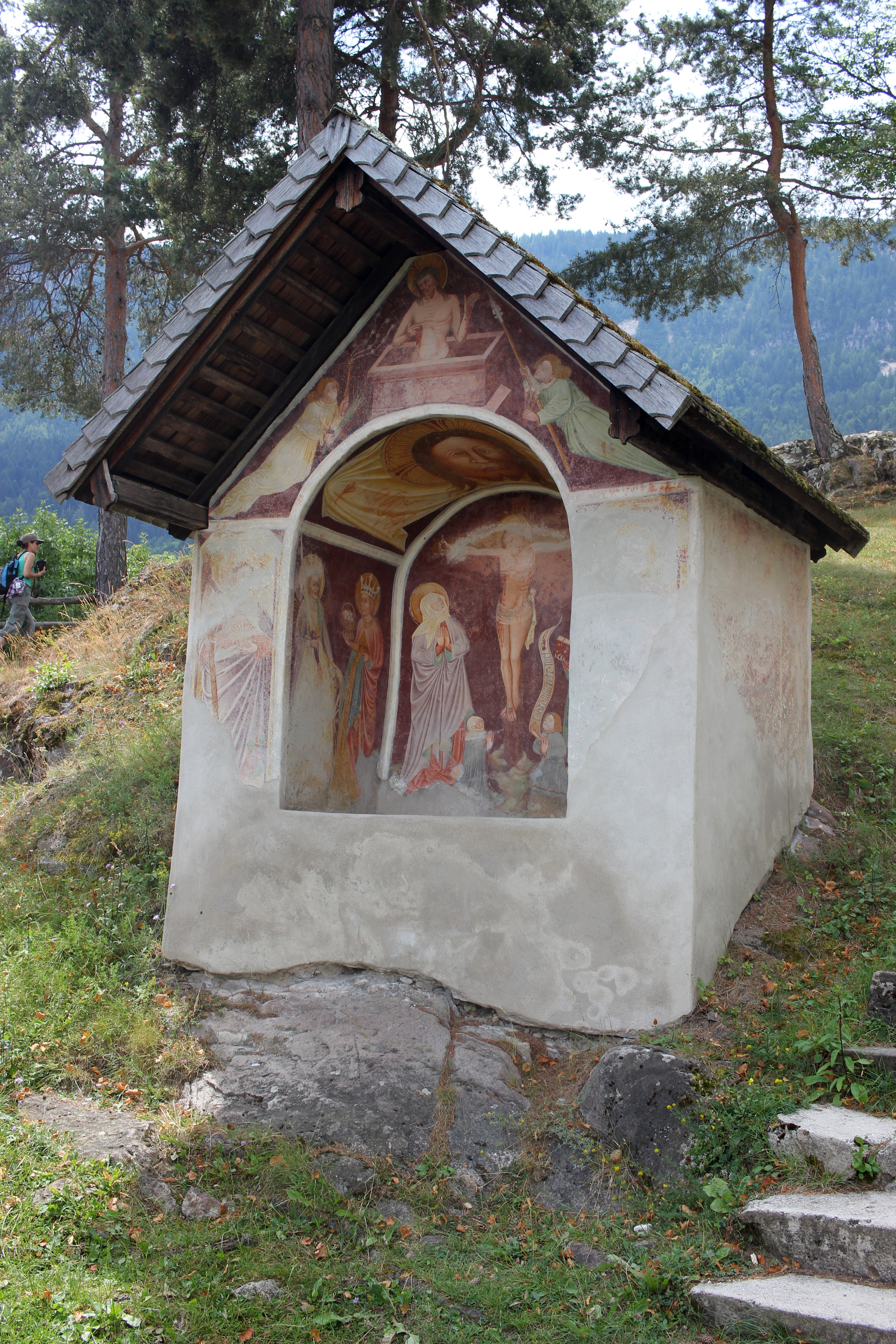
Bei St. Jakob stehender Bildstock

## Geschichte
Aus der stark fragmentierten, lateinischen Majuskel-Inschrift in der Apsis geht hervor, dass die Kirchweihe am 12. Mai 1142 durch Bischof Hartmann von Brixen erfolgte. Demnach wurde die Kirche von den Eheleuten Rudolf und Atha errichtet. Rudolf entstammte nach Gufler den Herren von Marling, die sich nach dem Bau der Burg Lebenberg im 13. Jahrhundert „von Lebenberg“ nannten. Um 1200 wurden die Apsis und der Triumphbogen mit Fresken im romanischen Stil der Marienberger Schule versehen. Seit 1279 ist erstmals auch ein eigener Kaplan bezeugt. St. Jakob war damit die erste Kirche in der Pfarre Tisens, die über einen eigenen Geistlichen verfügte.
Im Jahr 1323 wird „sanctus Jacobus in Grissano“ in einer testamentarischen Verfügung eines Eppo von Tisens zu Gunsten des Heiliggeistspitals in Bozen genannt. Der Kirchturm kam 1380 hinzu. Um dieselbe Zeit sind auch die gotischen Fresken an der Süd- und Nordwand entstanden, die erst bei einer Restaurierung 1956 freigelegt wurden. Neben der Süd- und Nordwand waren in der Gotik auch die älteren romanischen Fresken in der Rundapsis und auf dem Triumphbogen übermalt worden. Zwischen 1926 und 1927 wurden im Auftrag der von Giuseppe Gerola geleiteten und damals zuständigen Sopraintendenza für Kulturgüter in Trient die romanischen Fresken wieder freigelegt, wobei Teile der gotischen Fresken unwiederbringlich zerstört wurden. Bei der Freilegung wurde auch die Weihinschrift von 1142 entdeckt. Teile der abgenommenen gotischen Fresken aus dem 14. Jahrhundert wurden später im Dachstuhl entdeckt und sind mittlerweile im Stadtmuseum Bozen aufbewahrt.
Bei den Restaurierungsarbeiten in den 1950er Jahren wurde auch ein in der Barockzeit im 17. Jahrhundert eingezogenes Tonnengewölbe durch eine flache Holzdecke ersetzt. Weitere Restaurierungsarbeiten fanden zwischen 2009 und 2010 statt, wobei 2009 die romanischen Fresken in der Apsis restauriert wurden, während man sich unter anderem dem Nebenaltar und den gotischen Fresken über dem Nebenaltar widmete.

## Beschreibung
Das schlichte romanische Langhaus wird von einer weiten halbrunden Apsis mit drei Monoforien abgeschlossen. Hinter dem Hauptaltar befinden sich die Reste der 1927 entdeckten Inschrift. Das romanische Fresko in der Kuppel stellt eine Überschneidung der Motive Majestas Domini und Deësis dar. Letztere ist eigentlich eine byzantinische Ikone und westeuropäischen Kirchen eher selten anzutreffen. Sie fand erst im Zuge der Kreuzzüge eine gewisse Verbreitung. Das unter Apsiskuppel entfernte gotische und in Bozen im Museum aufbewahrte Fresko ist nur in Teilen erhalten. Es hat die Apostel im Himmlischen Jerusalem zum Motiv. Am Triumphbogen ist das Opfermotiv das zentrale Thema. Zu sehen ist, wie Abraham mit Isaak auf den Opferberg steigt. In der Vergangenheit wurde angenommen, dass die Berge die nahen Dolomiten darstellen könnten. Mittlerweile geht man davon aus, dass sie vielmehr Teil der orientalisch geprägten Ikonografie sind, als dass sie die Sicht des unbekannten Künstlers wiedergeben. Darunter das Opfer von Abel, dem auf der rechten Seite durch den gotischen Turmanbau etwas verdeckt das Opfer Kains gegenübersteht. Durch den Turmbau wurde die Opferungszene Isaaks fast vollständig zerstört. Nur Teile des Scheiterhaufens und Abraham mit dem Schwert in der Hand sind erhalten.
Am Nebenaltar unter der Turmwand die Statue des heiligen Jakob. Die Holzskulptur stammt von 1520 und wurde Anfang des 17. Jahrhunderts neu gestaltet. Aus der Barockzeit das Antependium aus Leder. Die Fresken an den Turmwänden zeigen eine Kreuzigungsszene und die Anbetung der Könige. Sie entstanden zwischen dem Ende des 14. und dem Beginn des 15. Jahrhunderts. Unter der rahmenden Faltbandbordüre der Fresken an der Südwand, die eine Reihe von Heiligen zeigen, befindet sich das Lebenberger Wappen. Die Fresken aus dem Leben des heiligen Jakob an der Nordwand sind wegen ihrer starken Zerstörung nur schwer zu erkennen.
An der Außenwand des Langhauses befindest sich auf der Südseite über dem Eingangsportal ein langgezogenes Fresko, das Christus mit seinen zwölf Aposteln zeigt und um 1400 entstanden ist. Daneben das Bild eines knienden Ritters, das zur gleichen Zeit entstand. Wenige Meter unter der Kirche ein denkmalgeschützter gotischer Bildstock mit Fresken aus dem Leben Christi aus dem 15. Jahrhundert.

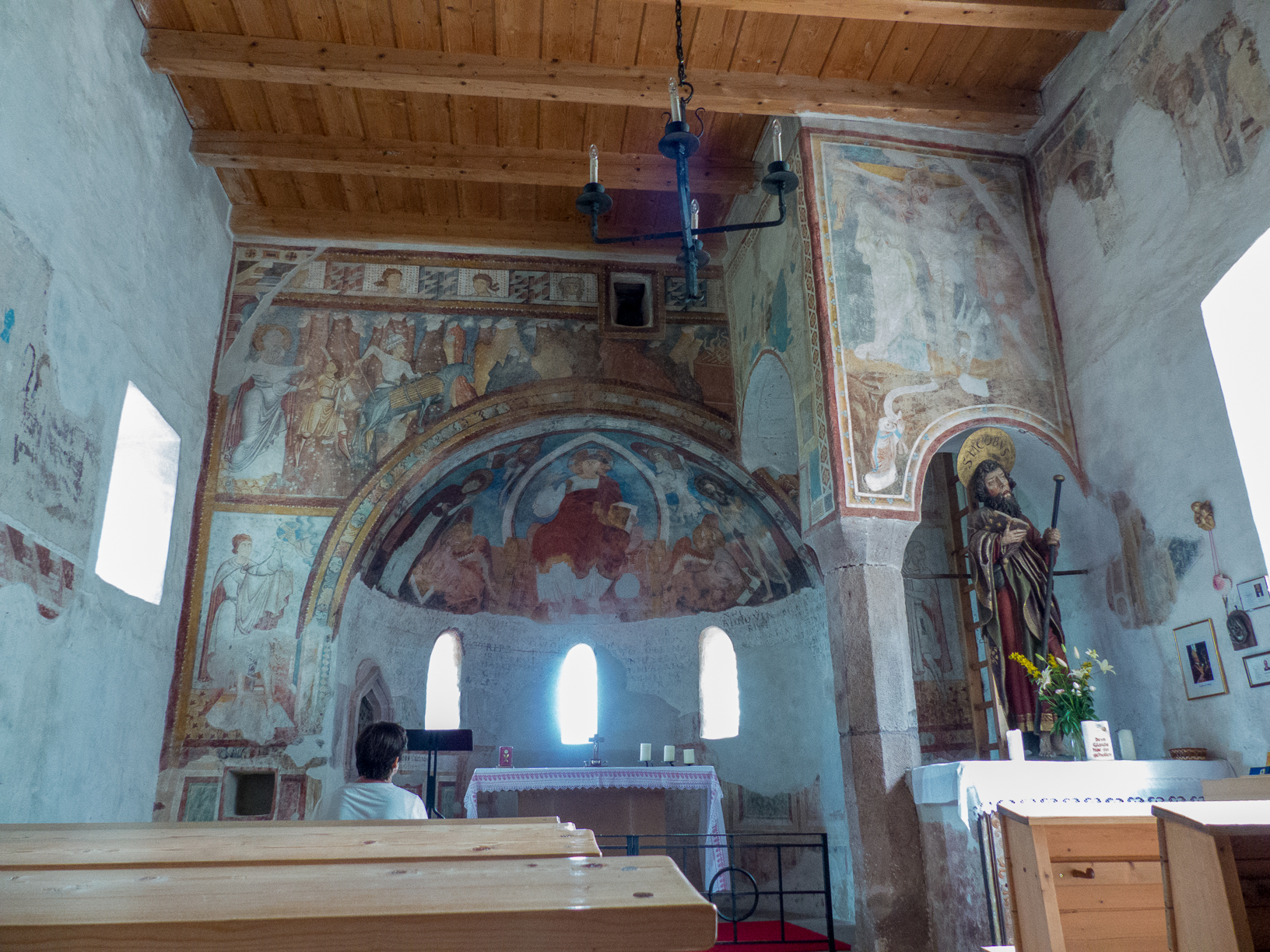
Triumphbogen, Apsis und Seitenaltar
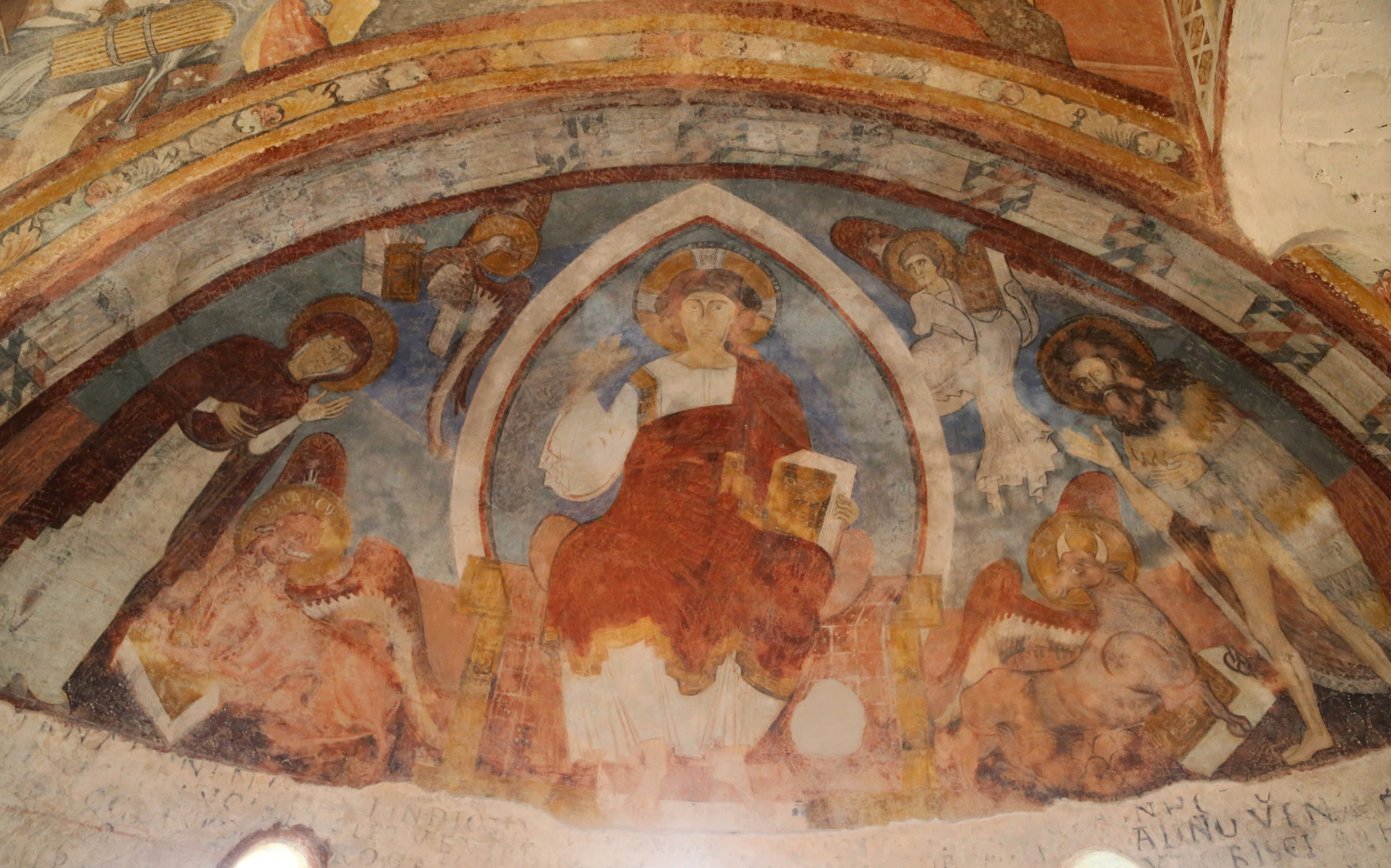
Deësis-Fresko in der Apsiskuppel
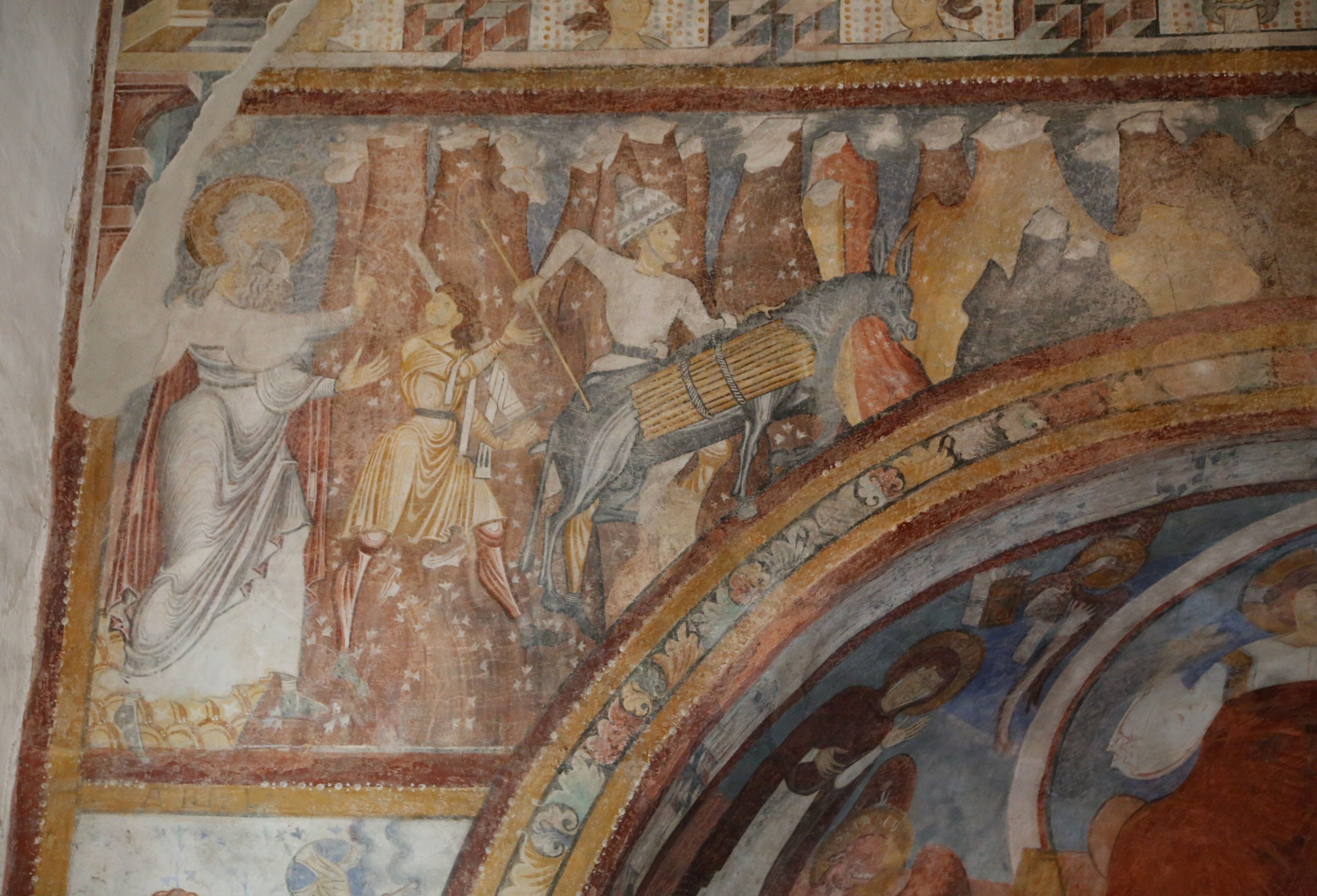
Abrahm und Isaak im Triumphbogen
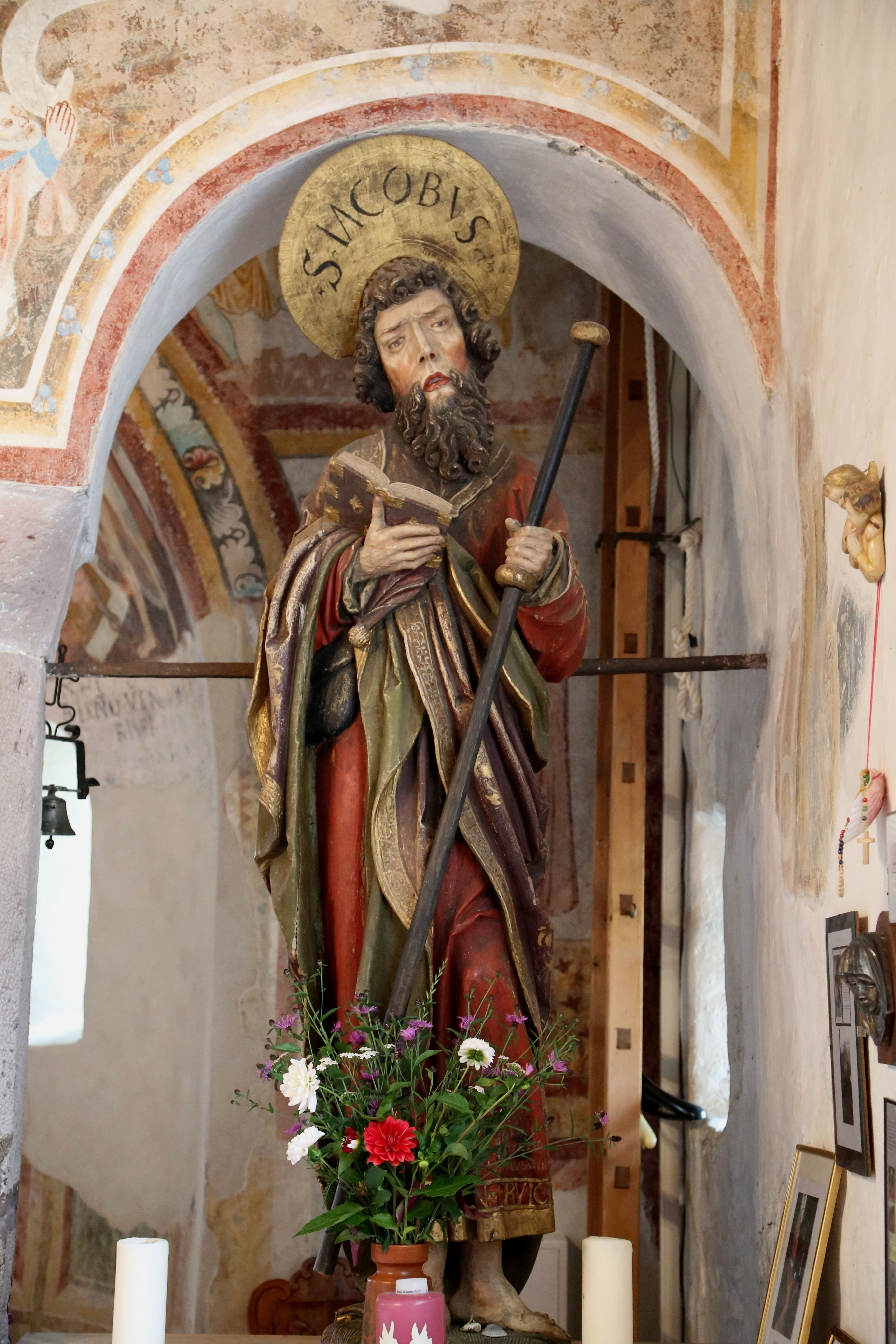
Statue des heiligen Jakob
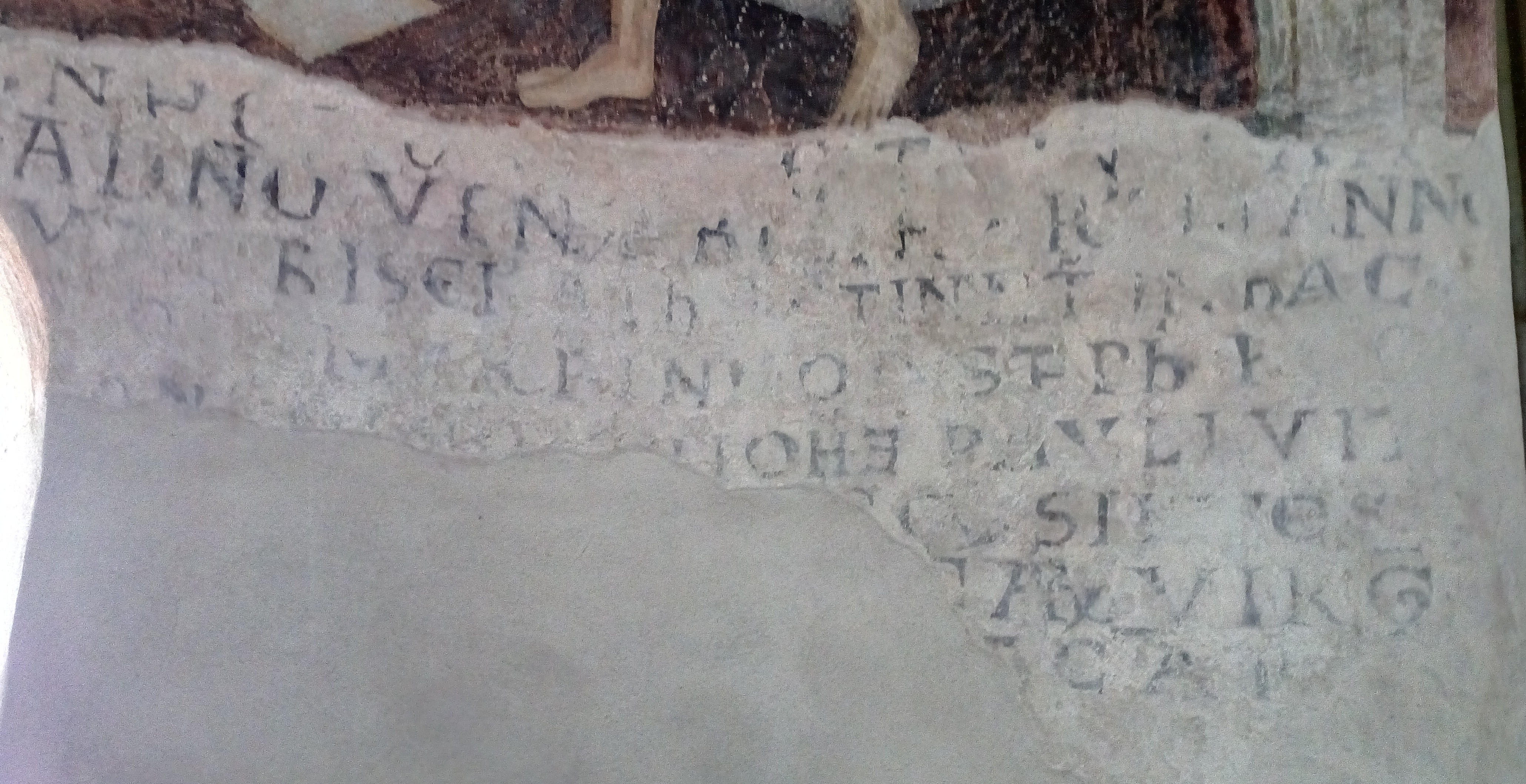
Weiheinschrift der Apsis